# Craiva (gmina)
Craiva – gmina w Rumunii, w okręgu Arad. Obejmuje miejscowości Chișlaca, Ciuntești, Coroi, Craiva, Mărăuș, Rogoz de Beliu, Stoinești, Susag, Șiad i Tălmaci. W 2011 roku liczyła 2880 mieszkańców.